# Längdskidåkning vid olympiska vinterspelen 1988
Resultat från tävlingarna i längdskidåkning vid olympiska vinterspelen 1988 som hölls i Canmore Nordic Centre i Canmore, Alberta, Kanada. 

## Medaljörer

### Herrar
| Gren                                         | Guld                                                          | Guld      | Silver                                                                                 | Silver    | Brons                                                               | Brons     |
| 15 kilometer klassisk stil Detaljer...       | Michail Devjatjarov Sovjetunionen                             | 41:18,9   | Pål Gunnar Mikkelsplass Norge                                                          | 41:33,1   | Vladimir Smirnov Sovjetunionen                                      | 41:48,5   |
| 30 kilometer klassisk stil Detaljer...       | Aleksej Prokurorov Sovjetunionen                              | 1:24:26,3 | Vladimir Smirnov Sovjetunionen                                                         | 1:24:35,1 | Vegard Ulvang Norge                                                 | 1:25:11,6 |
| 50 kilometer fristil Detaljer...             | Gunde Svan Sverige                                            | 2:04:30,9 | Maurilio De Zolt Italien                                                               | 2:05:36,4 | Andi Grünenfelder Schweiz                                           | 2:06:01,9 |
| 4 x 10 kilometer stafett fristil Detaljer... | Sverige Jan Ottosson Thomas Wassberg Gunde Svan Torgny Mogren | 1:43:58,6 | Sovjetunionen Vladimir Smirnov Vladimir Sachnov Michail Devjatjarov Aleksej Prokurorov | 1:44:11,3 | Tjeckoslovakien Radim Nyč Václav Korunka Pavel Benc Ladislav Švanda | 1:45:22,6 |

### Damer
| Gren                                        | Guld                                                                             | Guld    | Silver                                                       | Silver    | Brons                                                                           | Brons     |
| 5 kilometer klassisk stil Detaljer...       | Marjo Matikainen Finland                                                         | 15:04,0 | Tamara Tichonova Sovjetunionen                               | 15:05,3   | Vida Vencienė Sovjetunionen                                                     | 15:11,1   |
| 10 kilometer klassisk stil Detaljer...      | Vida Vencienė Sovjetunionen                                                      | 30:08,3 | Tamara Tichonova Sovjetunionen                               | 30:17,0   | Marjo Matikainen Finland                                                        | 30:20,1   |
| 20 kilometer fristil Detaljer...            | Tamara Tichonova Sovjetunionen                                                   | 55:53,6 | Anfisa Reztsova Sovjetunionen                                | 56:12,6   | Raisa Smetanina Sovjetunionen                                                   | 57:22,6   |
| 4 x 5 kilometer stafett fristil Detaljer... | Sovjetunionen Svetlana Nagejkina Nina Gavriljuk Tamara Tichonova Raisa Smetanina | 59:51,1 | Norge Trude Dybendahl Marit Wold Anne Jahren Marianne Dahlmo | 1:01:33,0 | Finland Pirkko Määttä Marja-Liisa Kirvesniemi Marjo Matikainen Jaana Savolainen | 1:01:53,8 |